# Live at Last (Black Sabbath)
Live at Last è un disco dal vivo del gruppo Heavy metal Black Sabbath.

## Il disco
L'album venne pubblicato nel 1980, ma contiene performance dal vivo del 1973 con Ozzy Osbourne alla voce. Sostanzialmente, è un live album composto da registrazioni bootleg e, inizialmente, venne pubblicato senza il permesso della band. Nel 1996 la Castle Communications ne pubblicò una nuova versione rimasterizzata e nel 2002 è stato incluso come primo disco nel doppio live Past Lives.

## Tracce
1. Tomorrow's Dream – 3:04
2. Sweet Leaf – 5:27
3. Killing Yourself to Live – 5:29
4. Cornucopia – 3:57
5. Snowblind – 4:47
6. Children of the Grave – 4:32
7. War Pigs – 7:38
8. Wicked World – 18:59
9. Paranoid – 3:10

## Formazione
- Ozzy Osbourne - voce
- Tony Iommi - chitarra
- Geezer Butler - basso
- Bill Ward - batteria